# راس وادی
راس وادی (به عربی: رأس الوادی) یک شهرداری در الجزایر است که در استان برج بوعریریج واقع شده‌است. راس وادی ۴۲٬۳۴۵ نفر جمعیت دارد.